# Bobbio
Bobbio is een gemeente in de Italiaanse provincie Piacenza (regio Emilia-Romagna) en telt 3 549 inwoners (31-7-2016)). De oppervlakte bedraagt 106,6 km², de bevolkingsdichtheid is 33 inwoners per km².
De volgende frazioni maken deel uit van de gemeente: Cassolo, Ceci, Dezza, Mezzano Scotti, Mogliazze, Santa Maria, San Cristoforo, San Salvatore, Vaccarezza.

## Demografie
Bobbio telt ongeveer 1870 huishoudens. Het aantal inwoners daalde in de periode 1991-2001 met 1,3% volgens cijfers uit de tienjaarlijkse volkstellingen van ISTAT.
| Jaar | Inwoneraantal |
| ---- | ------------- |
| 1991 | 3867          |
| 2001 | 3816          |

## Geografie
De gemeente ligt op ongeveer 274 meter boven zeeniveau.
Bobbio grenst aan de volgende gemeenten: Alta Val Tidone, Brallo di Pregola (PV), Coli, Corte Brugnatella, Menconico (PV), Piozzano, Romagnese (PV), Santa Margherita di Staffora (PV), Travo.

## Geboren in Bobbio
- Marco Bellocchio (1939), filmregisseur en acteur